# Фернанда Уррехола
Фернанда Уррехола (нар. 24 вересня 1981, Сантьяго, Чилі) — чилійська акторка телебачення, театру та кіно.

## Біографія
Донька Франсіско Уррехоли та Франциски Арройо. Має трьох сестер Алехандру, Франциску та Ісідору. Навчалася в Кентській школі в Провіденсії, Сантьяго, а пізніше в університеті Duoc UC. Уррехола відвідала семінар у театральній школі Альфредо Кастро La Memoria.
Займалася синхронним плаванням в Папському католицькому університеті та представляла Чилі на кількох міжнародних змаганнях. У листопаді 2000 брала участь у Чемпіонаті світу B, у Каїр, у дуеті з Соледад Сото, для філії Католицького університету. Вони завоювали бронзу, а в особистому заліку посіла четверте місце.

## Кар'єра
Акторську кар'єру почала з молодої теленовели Destinos Cruzados.
Перша поява Фернанди Уррехоли в кіно відбулася у Perjudícame Cariño. Вона зіграла популярну героїню в теленовели Corazón de María. Вона також брала участь у Hijos del Monte.
З моменту переїзду в Лос-Анджелес, штат Каліфорнія, у 2016 році, знялася у таких проектах, як «Нарко: Мексика» або «Чоловічі сльози» з Клінтом Іствудом. 
У 2023 році вона з’явилася в ролі персонажа Долорес Де Ла Крус у перезапуску «Пліткарки» HBO Max.

## Вибіркова фільмографія
- Драма (2010)
- Мій найкращий ворог (2005)